# アヤラ・コーポレーション
アヤラ・コーポレーション（英語: Ayala Corporation, スペイン語: Ayala y Compañía）は、フィリピンのアヤラ・グループによる株式公開会社・持株会社。
フィリピン総合指数構成銘柄。スペインの植民地化のフィリピンにおいてドミンゴ・ロハスとアントニオ・デ・アヤラによって1834年に設立された蒸留所を創始とする。フィリピン最古かつ最大のコングロマリット（複合企業）である。財閥と定義されることも多く、「フィリピン経済の代名詞」のような存在とされていた時期もあった。多様な事業を展開しており、小売、教育、不動産、銀行、通信、水道インフラ、再生可能エネルギー、エレクトロニクス、情報技術、自動車、ヘルスケア、経営管理、BPOなどを行う企業を内包している。フィリピンの社会経済発展に貢献したとされている。
同社のスローガンは、"Pioneerind the Future"。

## 歴史

### ドミンゴ・ロハス時代
ドミンゴ・ロハスの祖父は18世紀にスペイン領メキシコからフィリピンに渡ったスペイン人であり、教育者だったドミンゴ・ロハスの父は1785年の聖トマス大学創立に貢献した。ドミンゴ・ロハス(1792-1843)はまずサトウキビ、綿花、コーヒー、インディゴ等の栽培をはじめ、やがて製糖、紡績、鉄精練、火薬製造などの事業を起こした。アヤラ家はスペイン・バスクのアラバ地方の土地所有者であり、スペイン生まれのアントニオ・デ・アヤラは19世紀初頭にフィリピンに渡った。1834年にはドミンゴ・ロハスとアントニオ・デ・アヤラが提携し、アヤラ・コーポレーションの創始となる蒸留所を設立した。1851年にはバンク・オブ・フィリピン・アイランズの前身であるイサベル・スペイン系フィリピン人銀行を設立している。後にはドミンゴ・ロハスとアントニオ・デ・アヤラに加えて、ドイツ出身の薬剤師で1832年にマニラに渡っていたヨハネス・アンドレアス・ソベルも蒸留所の経営に加わった。

### アントニオ・デ・アヤラ時代

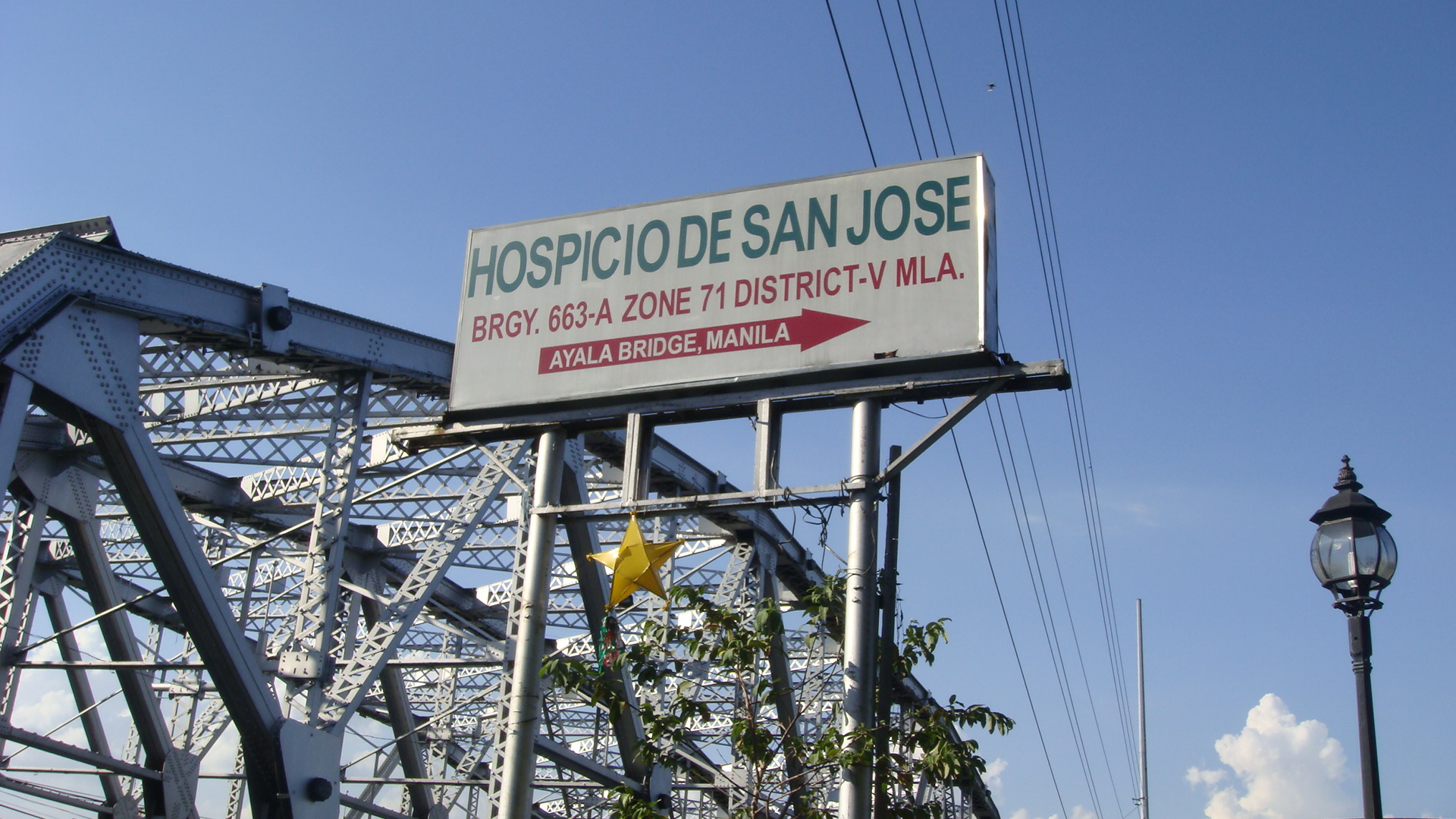
フィリピン初の鋼橋であるアヤラ橋

ドミンゴ・ロハスの跡は長女マルガリータ・ロハスと結婚したアントニオ・デ・アヤラ(1803-1876)が継ぎ、アントニオ・デ・アヤラは麻ロープ、石炭、染料、レンガ等にも事業を拡大し、社名をアヤラ商会に改名した。アヤラ家の母体となった蒸留所は後の1929年にラ・トンデーニャ社に買収されている。19世紀後半、アヤラ家はマニラを流れるパシッグ川に架けられたアヤラ橋の建設に参加した。この橋は1872年に木造橋として建設されたが、1908年に鋼鉄で架けかえられてフィリピン初の鋼橋となった。アヤラ家は1888年にフィリピン初の路面電車の導入に携わった。

### ハコボ・ソベル、エンリケ・ソベル時代
アントニオ・デ・アヤラには息子が生まれず、3人の娘の結婚相手がアヤラ家の事業を受け継いだ。長女トリニダと結婚したハコボ・ソベル(1842-1896)の家系が今日のアヤラ財閥につながっており、次女カルメンと結婚したペドロ・ロハスの家系はソリアーノ財閥につながっている。トリニダとハコボ・ソベルの次男であるエンリケ・ソベル(1877-1943)はフランスの名門グランゼコールであるエコール・デ・ミーヌ・ド・パリで学び、エンリケ・ソベルの時代には、生命保険、火災保険、投資保証などの事業を行う企業設立した。主力事業を金融と保険に転換し、バンク・オブ・フィリピン・アイランズ(BPI)の株式の約40%を取得している。

### ジョセフ・マクミーキン時代
第二次世界大戦後の1948年にはマニラ首都圏の金融街としてのマカティの開発を開始した。1950年代初頭までのマカティは雑草が生い茂る荒地だったが、エンリケ・ソベルの長女メルセデス・ソベルと結婚した第7代アヤラ家当主ジョセフ・マクミーキン(1908-1990)は、モダンな商業地や住宅地に作り替えた。ジョセフ・マクミーキンはマカティを用途別の小地区に分割し、まず1949年から超高級住宅地区を、次いで1952年から1962年までその周辺の住宅街を、さらにアヤラ大通りやオフィスビルを、1960年からショッピングモールを建設した。マカティは今日のフィリピンにおける商業の中心地となり、マカティ中心業務地区にあるアヤラ・センターには、先進国のような高層ビル、デパート、ホテルなどが立ち並んでいる。マカティで成功をおさめると、1978年からはマカティの南15kmにあるモンテンルパのアラバン地区開発事業にも進出した。1988年にはセブ島で大型都市開発を、その後日本の三菱商事と提携してマニラ郊外で工業団地の造成を行った。アヤラ財閥の主軸はこのような不動産開発である。

### エンリケ・J・ソベル時代
1965年にはジョセフ・マクミーキンの跡をエンリケ・J・ソベル(1927-2004)が継ぎ、第8代アヤラ家当主となった。1968年にはアヤラ商会からアヤラ・コーポレーションに改称し、共同経営方式から株式会社に移行した。株式の一部は従業員に公開し、持家制度や福利厚生制度の充実などもあって従業員の士気高揚に役立った。ジョセフ・マクミーキンの代にアヤラ家はフィリピン最大の財閥に飛躍を遂げたが、エンリケ・J・ソベルの代にはさらに急拡大した。1968年のアヤラ・コーポレーションの総資産は1億3,200万ペソだったが、1984年には23億3300万ペソ（約1.2億米ドル）に、総収入は同期間に1,300万ペソから8億3,000万ペソに、飛躍的に増加している。
1974年には日本の三菱グループ（三菱商事・三菱地所・三菱信託・三菱銀行）から20%の資本参加を受け入れ、農水産業・製造業・貿易などへのさらなる事業の拡大を図った。1972年にマルコス大統領が財閥解体を唱えた際、アヤラ家は大統領への協力を約束して難を逃れたが、日本の超一流財閥を提携先に選んでいたことも政権からの攻撃を回避するのに有利に働いたとされる。しかし、エンリケ・J・ソベルは1980年頃からマルコス大統領に批判的な姿勢を取るようになった。また、サン・ミゲルの経営方針をめぐってエンリケ・J・ソベルとアンドレス・ソリアーノ2世が対立。これらの理由から1983年にはエンリケ・J・ソベルが引退し、ハイメ・ソベル(1934-)がアヤラ家当主となったが、この背後には先代のジョセフ・マックミキンとメルセデス・ソベルの圧力があったとされている。

### ハイメ・ソベル時代
エンリケ・J・ソベルはトップダウン的な経営を行ったが、ハーバード大学ビジネススクールの経営学修士(MBA)であるハイメ・ソベルは民主的な経営方針を持ち、社長兼会長の自身を支える経営陣のほとんどは専門経営者だった。ハイメ・ソベルはフィリピン経済危機後の困難な時代に経営を継いだため、不採算部門の圧縮、リストラ、長期債務の削減などに取り組んだ。1986年のフィリピン大統領選挙では、先代のエンリケ・J・ソベルが現職のマルコスを支持したのに対して、ハイメ・ソベルは対立候補のコラソン・アキノを支持した。アキノが選挙に勝利して大統領に就任すると、1980年代後半にフィリピン経済が持ち直したこともあって事業の拡大に転じ、日本の川崎製鉄や三菱商事との合弁でのラグナ・テクノパークの設立、本田技研工業や三菱商事との合弁でのホンダ・カーズ・フィリピンの設立、三菱商事や三菱電機との合弁でのラグナ・オートパーツの設立、三菱商事との合弁でのアヤラ・システムズ(ASTI)の設立などを行った。マニラ近郊のラグナ州に400ヘクタールの工業団地を造成し、ラス・ピナスに158ヘクタールの宅地を開発し、セブに44ヘクタールの商業地を開発した。
ハイメ・ソベルが継いだ1983年時点ではアヤラ・コーポレーションの株式のうち30%が公開されていたが、ハイメ・ソベルは株式公開比率を徐々に増やし、ファミリー企業からの脱却を図っている。1988年には不動産部門が新設されたアヤラ・ランドに移行され、アヤラ・コーポレーションは純粋な持ち株会社となった。1993年時点ではアヤラ・コーポレーションの株式のうち、59%をアヤラ家が所有するメルマック社が、20%を三菱グループが所有し、21%が従業員持ち株と一般公開株だった。1990年代前半にはアヤラ・ランドなどの不動産部門、フィリピン諸島銀行などの銀行・保険部門、ピュア・フーズなどの食品加工部門が三大収益源だった。2001年にはピュア・フーズをサン・ミゲルに売却して食品事業から撤退し、不動産、銀行、通信などの中核事業に力を集中させた。

### ハイメ・A・ソベル時代
2006年4月にはハイメ・ソベルが引退し、ハーバード大学ビジネススクールを卒業した長男のハイメ・アウグスト・ソベル（1959-, ハイメ・ソベル2世またはハイメ・ジュニアとも）が後任の社長兼最高経営責任者(CEO)に就任、次男のフェルナンド・ソベル(1960-)が会長兼最高執行責任者(COO)に就任した。
2010年、香港に拠点を置く経済誌であるファイナンスアジア誌は、アヤラ・コーポレーションをフィリピン最高の管理体制を持つ企業に選び、コーポレート・ガバナンスや企業の社会的責任の観点においてフィリピン最高の企業であるとした。2011年にはエネルギー産業への進出を開始した。手始めに太陽光発電の分野で日本の三菱商事との合弁企業を設立し、風力発電のバンギ・ウィンドファームを買収、さらに流れ込み式水力発電の分野でSTA社との合弁企業クララ・パワー社を設立した。
2014年、日本経済新聞は東南アジアに拠点を置く有力企業100社「ASEAN100」のひとつにアヤラ・コーポレーションを選出した。2015年までにはフィリピンで1,000MWの電力供給を行うとされている。2015年、フィナンスアジア誌は再びアヤラ・コーポレーションをフィリピン最高の管理体制を持つ企業に選んだ。

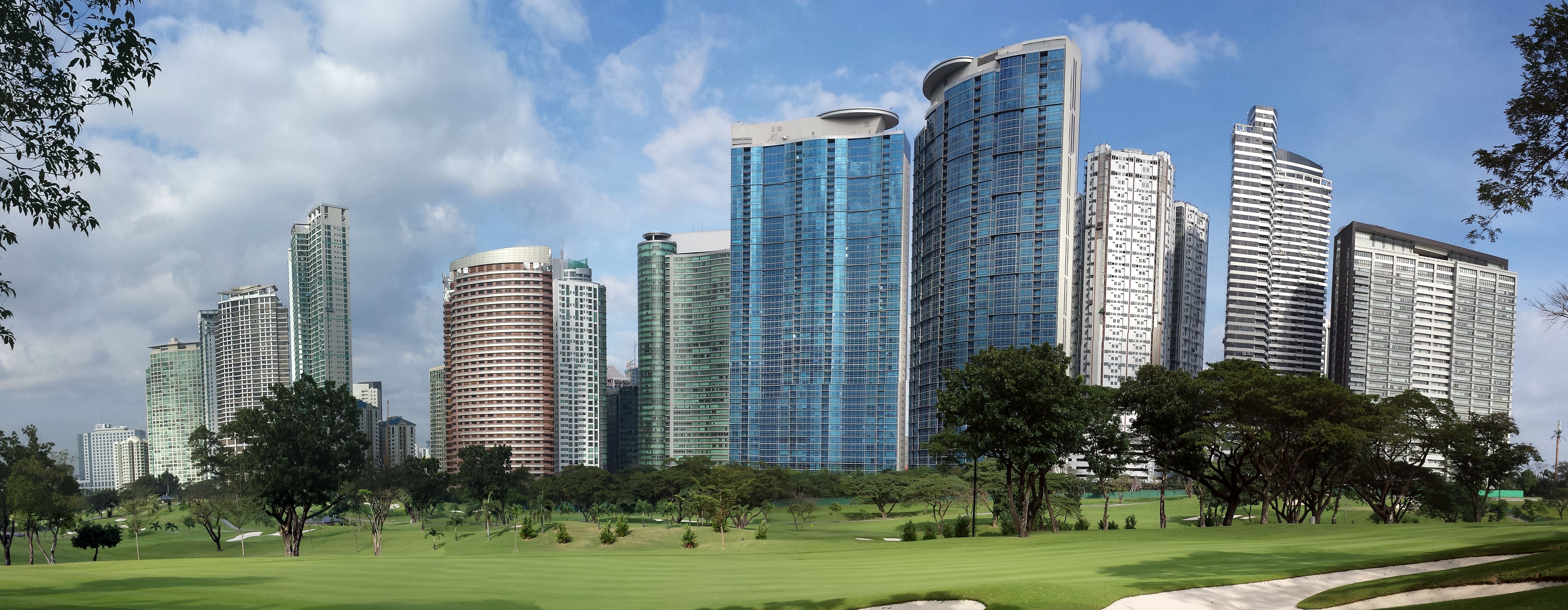
アヤラ・ランドが開発したボニファシオ・グローバルシティ

## 関連企業
- 不動産
  - アヤラ・ランド
  - AGホールディングス
  - ポルティコ・ランド : 三菱商事との合弁企業。
  - ロハス・ランド : バンク・オブ・フィリピン・アイランズやホンコン・ランド（英語版）との合弁企業。
  - レジェンド・ワイズ・インベストメント
  - オルティガス&カンパニー・リミテッド・パートナーシップ
  - TIDC : アヤラ・ランド、アボイティズ・エクイティ・ベンチャーズ、メガワールド（英語版）、SMプライム（英語版）の合弁会社。ラグナ湖岸堤防高速道路（英語版）の開発を計画している。
  - アヤラ＝GT・キャピタル : AlveolandとGTキャピタル（英語版）のフェデラル・ランド銀行が設立した。

- 金融
  - バンク・オブ・フィリピン・アイランズ（英語版）(BPI) : 2012年時点では資産規模フィリピン第3位[22]、収益率フィリピン最高の銀行[23]。800店舗以上とフィリピン最多の店舗数を持つ[22]。[24]

- 情報通信
  - グローブ・テレコム

- インフラ
  - マニラ・ウォーター : 水道会社
  - アヤラ・コーポレーション・エナジー : 電力会社
  - ACインフラ : 政府の官民協業計画の下、有料道路、鉄道、空港などの計画を行っている。
  - ライト・レール・マニラ : メトロ・パシフィック・インベストメンツとの企業連合。LRT-1の延伸(LRT-6（英語版）)を請け負っている[25]
  - AFペイメンツ : 公共交通の自動料金収受系事業を行っている。

- 自動車
  - アヤラ・オートモーティブ : ホンダ・フィリピン、いすゞ・フィリピン、フォルクスワーゲン・フィリピン
  - KTMアジアモーターサイクル・マニュファクチャリング : KTMとの合弁。

- ヘルスケア
  - ゲルニカ : ドラッグストアのチェーン店。株式の50%を保有。
  - クアリメッド : メルカード・ジェネラル・ホスピタル社との合弁による病院・医院の集合体。

- 教育
  - ヌエバ・カセレス大学（英語版）
  - APECスクールズ : ピアソンの学習基金との合弁。

- 非営利組織
  - アヤラ財団 : CENTEX、アヤラ・ミュージアム、フィリピン開発財団、アヤラ技術経営センター、フィリピン遺産図書館、アヤラ・ソーシャル・イニシアティブ

- BPO、IT
  - インテグレオン
  - グレイル・リサーチ
  - アフィニティ・エクスプレス
  - HRモール
  - インテグレイティッド・マイクロ＝エレクトロニクス(IMI)
  - IQバックオフィス

## 文献
- 井上隆一郎『アジアの財閥と企業 [新版]』日本経済新聞社、1994年。
- 榊原芳雄『フィリピン経済入門』日本評論社、1994年。
- 福島光丘『フィリピンの工業化 再建への模索』アジア経済研究所〈アジア工業化シリーズ〉、1990年。